# いるか座アルファ星
いるか座α星(いるかざアルファせい、α Delphini / α Del)は、いるか座の多重星である。

## 概要
見かけ上は恒星A～Fからなる6重星だが、B～Fの5つは連星系のメンバーではなく、Aと物理的に相互作用していない。
Aは、実視等級3.9等の主星Aaと6.4等の伴星Abからなる分光連星である。AaをA、AbをGと呼ぶこともある。主星Aaと伴星Abは互いに軌道長半径12auの楕円軌道をおよそ17年の周期で周回している。伴星AbはシリウスAに似ていると考えられており、主星Aaが先に進化して白色矮星になった際には、現在のシリウス星系と似た様相となると予想されている。

## 名称
スアロキン (Sualocin) という固有名を持つ。これは、β星のロタネヴ (Rotanev) とともに、1814年にパレルモ天文台台長のジュゼッペ・ピアッツィが出版した「パレルモ星表」の第2版で初めて使われた。これらの名前は、当時ピアッツィの助手を務めていたニコロ・カチャトーレの名前をラテン語化した Nicolaus Venator を逆から読んだものから名付けられた。カチャトーレは後にピアッツィの後を継いでパレルモ天文台の第2代台長となっている。なお、「パレルモ星表」にはSvalocinと記載されている。
2016年9月12日に国際天文学連合の恒星の命名に関するワーキンググループ (Working Group on Star Names, WGSN) は Sualocin をいるか座α星Aaの固有名として正式に承認した。